# Ernst Zitelmann
Conrad Ernst Zitelmann, född den 7 augusti 1852 i Stettin, död den 25 november 1923 i Bonn, var en tysk rättslärd och skald.
Zitelmann blev juris doktor 1873, 1876 privatdocent i Göttingen, 1879 extra ordinarie professor där, samma år ordinarie professor i Rostock, 1881 i Halle an der Saale och 1884 i Bonn. Med förkärlek odlade han den allmänna rättslärans problem från en juridiskt psykologisk ståndpunkt – Begriff und Wesen der sogenannten juristischen Personen (1873), det grundläggande Irrtum und Rechtsgeschäft (1879), Lücken im Recht (1903), Die Kunst der Gesetzgebung (1904), Ausschluss der Widerrechtlichkeit (1906) och andra arbeten –, och den positiva rättens dogmatik behandlade han i Die Rechtsgeschäfte im Entwurf eines Bürgerlichen Gesetzbuches für das Deutsche Reich (I–II, 1889–90), Die Möglichkeit eines Weltrechts (1888, 2:a oförändrade upplagan 1916), Das Recht des Bürgerlichen Gesetzbuches. I. Allgemeiner Teil (1900), Zum Grenzstreit zwischen Reichs- und Landesrecht (1902) och andra arbeten. Med den mellanfolkliga rätten sysselsatte han sig i ett av sina huvudverk, Internationales Privatrecht (I–II, 1897–1912) samt i Luftschifffahrtsrecht (1909), Die Rechtsfragen der Luftfahrt (1914) och andra arbeten; spörsmålet om den juridiska utbildningen dryftade han i olika mycket debatterade skrifter och uppsatser, Die Vorbildung der Juristen (1909) med flera. Till Världskrigslitteraturen bidrog Zitelmann bland annat med Haben wir noch ein Völkerrecht? (1914), Das Schicksal Belgiens beim Friedensschluss (1915, 2:a upplagan 1917), Die Unvollkommenheit des Völkerrechts (1919) och andra arbeten. Stor uppmärksamhet väckte Zitelmanns rektoratstal, Zwei Ansprachen an die Kaisersöhne in Bonn (1903). Tillsammans med Franz Bücheler utgav Zitelmann Das Recht von Gortyn (1885). En betydande verksamhet utövade Zitelmann genom sina uttalanden i olika frågor, bland annat dem, som kung Leopold II:s död gav upphov till. Efter Zitelmanns död utkom Digestenexegese (1925). Av hans skönlitterära arbeten skall framhävas Gedichte (1881), Memento vivere (1894, 2:a upplagan 1900), Radierungen und Momentaufnahmen (1904, 5:a upplagan 1918) och Totentanz und Lebensreigen (1908, 2:a upplagan 1919).